# Liste der Biografien/Hens
Liste der Biografien |
Portal Biografien |
Personensuche
# |
A |
B |
C |
D |
E |
F |
G |
H |
I |
J |
K |
L |
M |
N |
O |
P |
Q |
R |
S |
T |
U |
V |
W |
X |
Y |
Z |
?
 
Ha |
Hd |
He |
Hi |
Hj |
Hk |
Hl |
Hm |
Hn |
Ho |
Hr |
Hs |
Ht |
Hu |
Hv |
Hw |
Hy
 
Hea |
Heb |
Hec |
Hed |
Hee |
Hef |
Heg |
Heh |
Hei |
Hej |
Hek |
Hel |
Hem |
Hen |
Heo |
Hep |
Heq |
Her |
Hes |
Het |
Heu |
Hev |
Hew |
Hex |
Hey |
Hez
 
Hena |
Henb |
Henc |
Hend |
Hene |
Henf |
Heng |
Henh |
Heni |
Henj |
Henk |
Henl |
Henm |
Henn |
Heno |
Henq |
Henr |
Hens |
Hent |
Henu |
Henv |
Henw |
Heny |
Henz
Die Liste der Biografien führt alle Personen auf, die in der deutschsprachigen Wikipedia einen Artikel haben. Dieses ist eine Teilliste mit 270 Einträgen von Personen, deren Namen mit den Buchstaben „Hens“ beginnt.

## Hens
- Hens, Andy J. J. (* 1966), belgisch-deutscher Fotograf
- Hens, Gregor (* 1965), deutscher Schriftsteller
- Hens, Henri (1889–1963), belgischer Radrennfahrer
- Hens, Johanna (* 2002), deutsche Schauspielerin
- Hens, Pascal (* 1980), deutscher HandballspielerPascal Hens (* 1980)

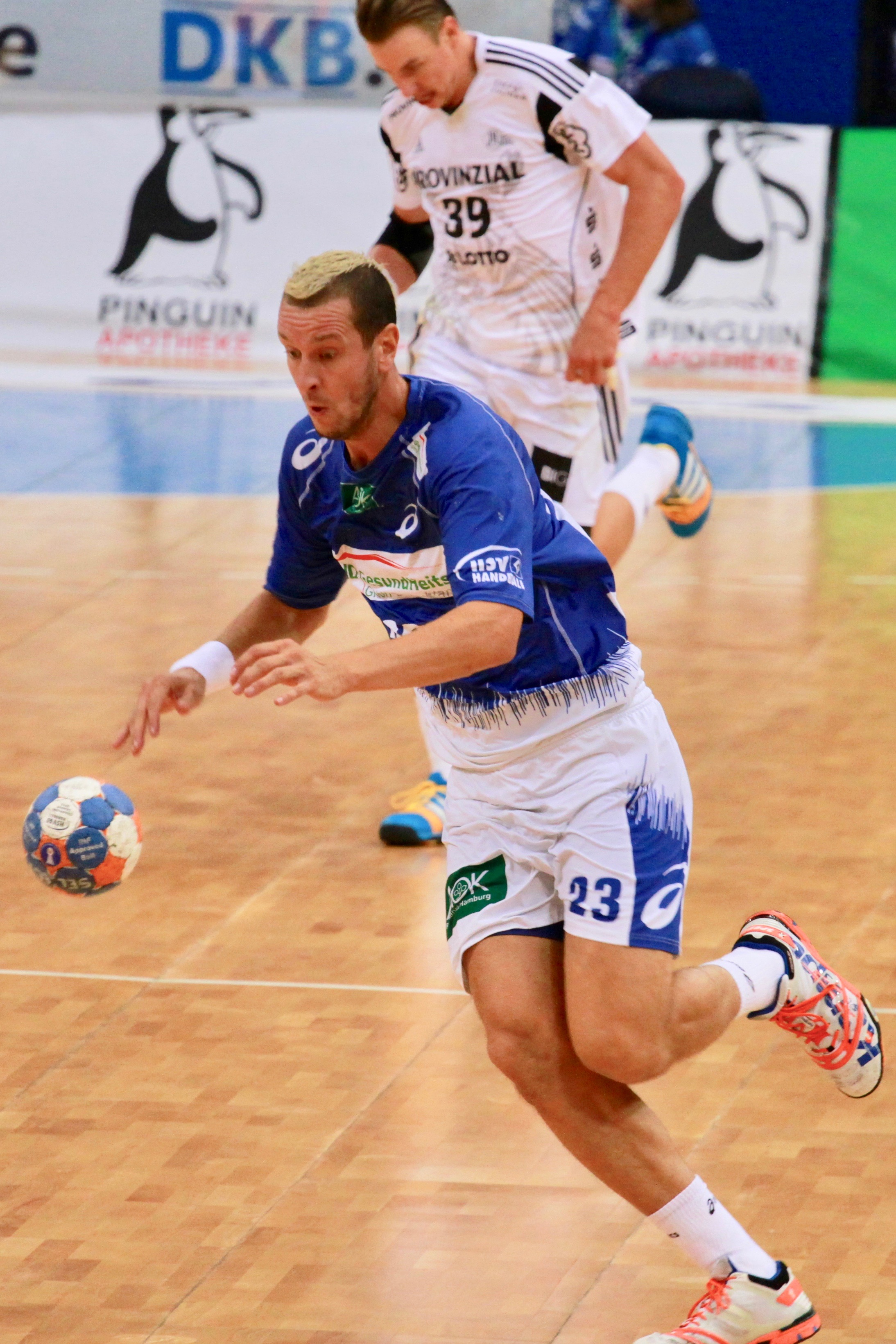
Pascal Hens (* 1980)

- Hens, Thorsten (* 1961), deutsch-schweizerischer Ökonom

### Hensa
- Hensarling, Jeb (* 1957), US-amerikanischer Politiker

### Hensb
- Hensby, Mark (* 1971), australischer Berufsgolfer

### Hensc
- Hensch, Eike (1935–2024), deutscher Architekt und Hochschullehrer
- Hensch, Friedel (1906–1990), deutsche Schlagersängerin
- Hensch, Mathias (* 1967), deutscher Mittelalterarchäologe
- Hensch, Stefan (* 1978), deutscher Autor
- Hensche, Detlef (1938–2023), deutscher Jurist und Gewerkschaftsführer
- Hensche, Henry (1899–1992), US-amerikanischer Maler
- Henscheid, Eckhard (* 1941), deutscher Schriftsteller
- Henscheid, Regina (* 1942), deutsche Herausgeberin historischer Briefwechsel, Belletristikautorin und (Gelegenheits-)Zeichnerin
- Henschel von Hain, Walter (1883–1945), deutscher Landschafts- und Porträtmaler
- Henschel, Angelika (* 1957), deutsche Hochschullehrerin
- Henschel, Arno (1897–1945), deutscher Maler der Neuen Sachlichkeit und Graphiker
- Henschel, August Wilhelm (1790–1856), deutscher Botaniker und Medizinhistoriker
- Henschel, Bruno (1900–1976), deutscher Verleger und Publizist
- Henschel, Carl Anton (1780–1861), deutscher Unternehmer, Oberbergrat und Begründer der Maschinenfabrik Henschel & Sohn in Kassel im Jahre 1817
- Henschel, Dennis (* 1984), deutscher Sänger (hoher Bariton/Tenor) und Musicaldarsteller
- Henschel, Dietrich (* 1967), deutscher Opernsänger (Bariton)
- Henschel, Erich (1907–1984), deutscher Künstler
- Henschel, Erik (* 1996), deutscher Fußballspieler
- Henschel, Georg (1912–1981), deutscher Politiker (SPD)
- Henschel, Georg Christian Carl (1759–1835), deutscher Unternehmer, Gründer der Henschel-Werke
- Henschel, George (1850–1934), deutsch-britischer Sänger (Bariton), Gesangslehrer, Komponist und DirigentGeorge Henschel (1850–1934)

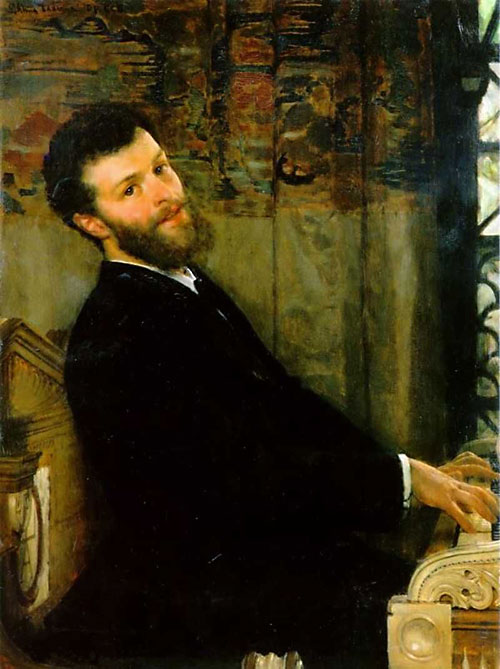
George Henschel (1850–1934)

- Henschel, Gerhard (1938–2022), deutscher Maler, Grafiker und Formgestalter
- Henschel, Gerhard (* 1962), deutscher Schriftsteller
- Henschel, Heinz (1920–2006), deutscher Eishockeyfunktionär
- Henschel, Hermann (1843–1918), deutscher Erfinder
- Henschel, Holger (* 1972), deutscher Fußballschiedsrichter
- Henschel, Horst (1899–1945), deutscher Heimatforscher
- Henschel, James (1863–1939), deutscher Kinopionier und Kaufmann
- Henschel, Jane (* 1952), US-amerikanische Opernsängerin (Alt)
- Henschel, Johann Friedrich (1931–2007), deutscher Jurist, Vizepräsident des Bundesverfassungsgerichts
- Henschel, Johann Werner (1782–1850), deutscher Bildhauer
- Henschel, Jürgen (1923–2012), deutscher Fotograf
- Henschel, Karl (1873–1924), deutscher Unternehmer, Inhaber der Maschinenfabrik Henschel & Sohn in Kassel
- Henschel, Kurt (1921–2008), deutscher Maler, Grafiker und Museums-Leiter
- Henschel, Milton George (1920–2003), US-amerikanischer Zeuge Jehovas, Präsident der Watchtower Bible and Tract Society
- Henschel, Moritz (1879–1947), Vorsitzender der Jüdischen Gemeinde zu Berlin
- Henschel, Oscar (1837–1894), deutscher Unternehmer, Inhaber der Maschinenfabrik Henschel & Sohn in KasselOscar Henschel (1837–1894)

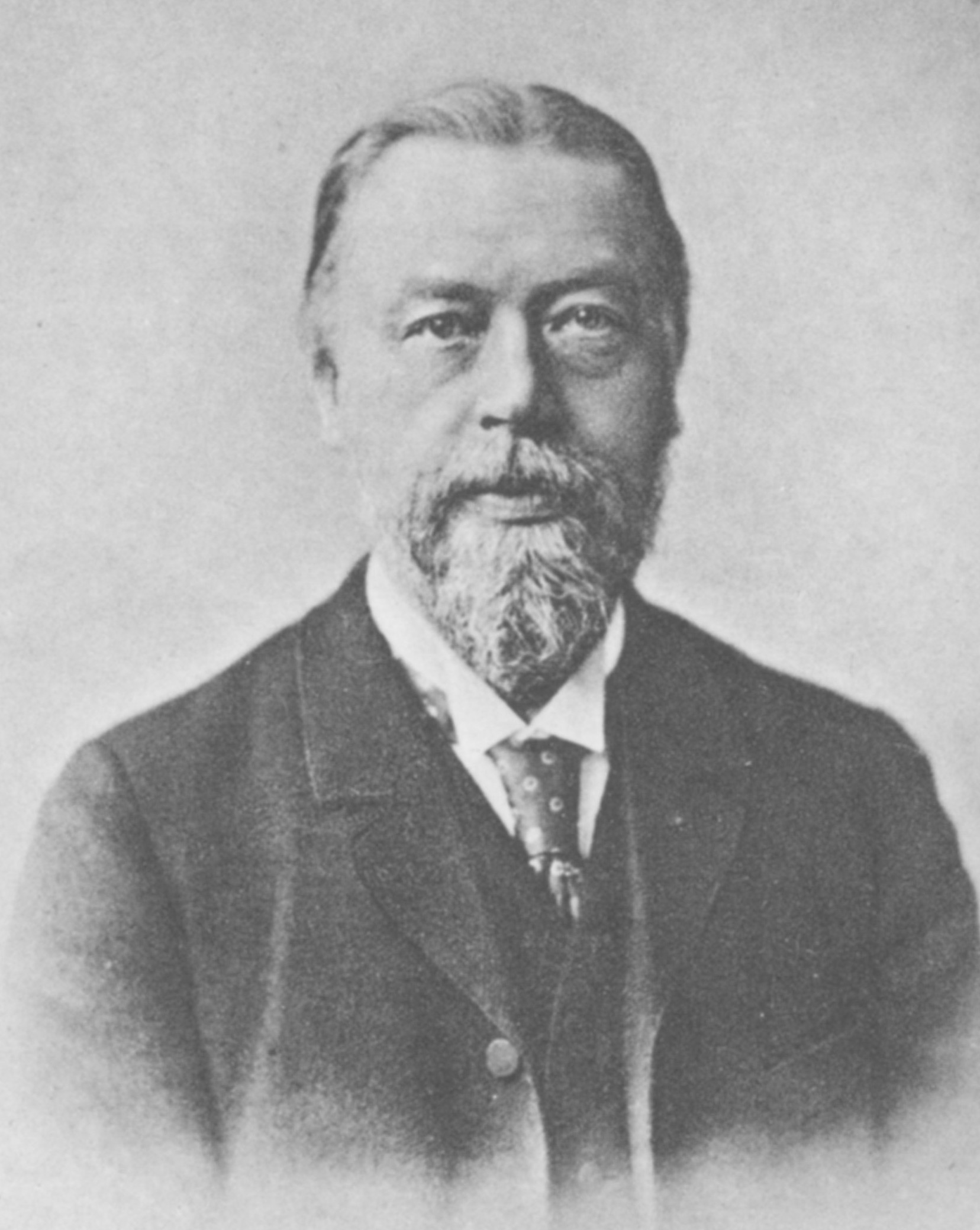
Oscar Henschel (1837–1894)

- Henschel, Oscar Robert (1899–1982), deutscher Ingenieur und Unternehmer
- Henschel, Paul (1889–1982), deutscher Figuren-, Tier-, Landschafts- und Stilllebenmaler der Düsseldorfer Schule
- Henschel, Peter (* 1943), deutscher Fußballspieler und -trainer
- Henschel, Ruth (1904–1982), deutsche Grafikerin und Textilkünstlerin
- Henschel, Sophie (1841–1915), deutsche Unternehmerin und MäzeninSophie Henschel (1841–1915)

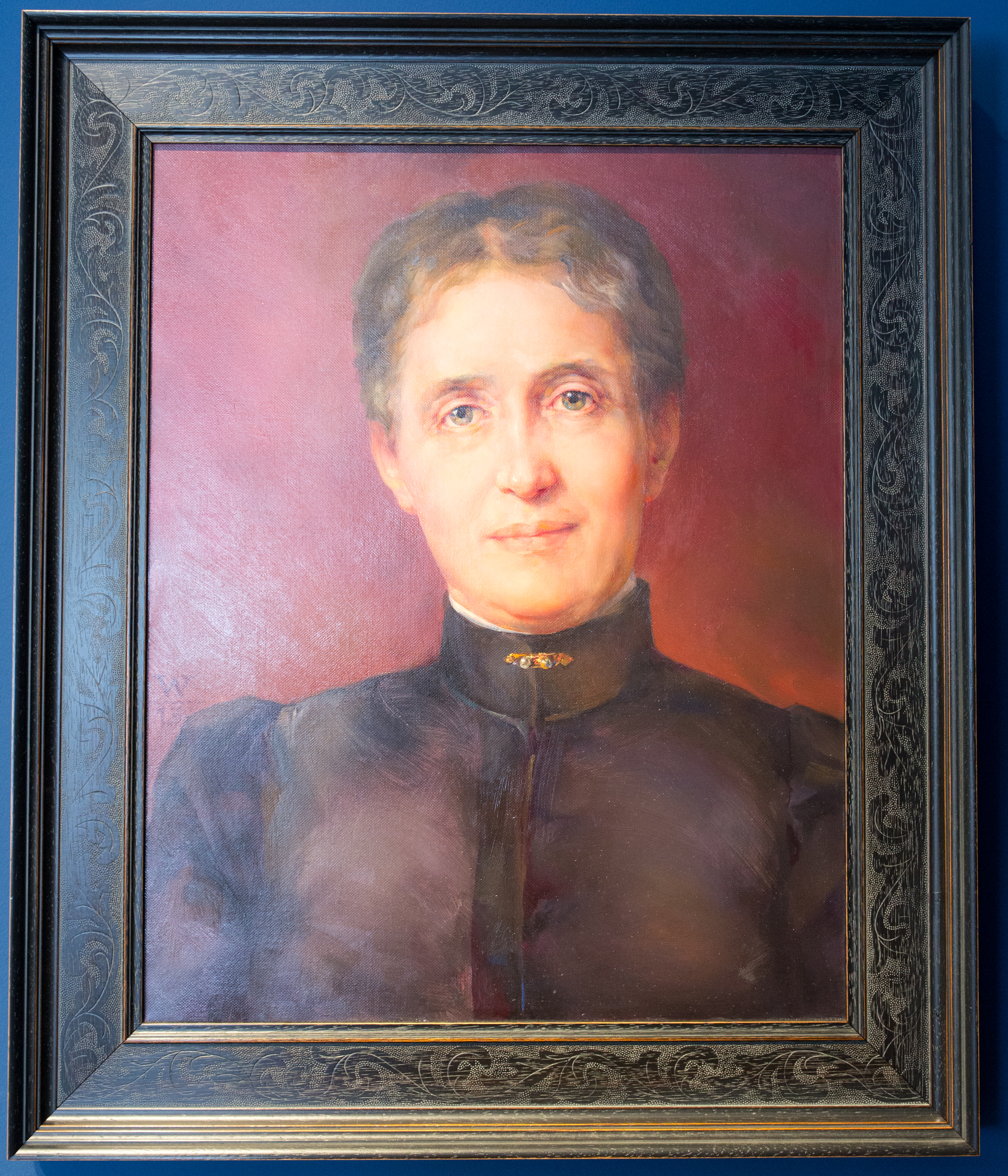
Sophie Henschel (1841–1915)

- Henschel, Theodor (* 1904), deutscher SS-Offizier und Fachführer ‚Siedlung‘ im Stabshauptamt des „Reichskommissars für die Festigung deutschen Volkstums“
- Henschel, Traude-Maria (1929–2013), deutsche Textilgestalterin, insbesondere Handweberin
- Henschel, Wally (1893–1988), deutschamerikanische Schachspielerin
- Henschel, Wilhelm († 1865), deutscher Zeichner, Kupferstecher und Lithograf
- Henschel, Wolfgang F. (1943–2023), deutscher Regisseur und Drehbuchautor
- Henschel-Rosenfeld, Laura (1857–1944), österreichische Erzieherin und Philanthropin
- Henschelmann, Käthe, deutsche Übersetzungswissenschaftlerin und Romanistin
- Henschen, Carl (1877–1957), Schweizer Chirurg und Hochschullehrer
- Henschen, Hans-Horst (1937–2016), deutscher Übersetzer
- Henschen, Helena (1940–2011), schwedische Designerin und Schriftstellerin
- Henschen, Peter (1923–2007), deutscher Politiker (FDP), MdBB
- Henschen, Salomon Eberhard (1847–1930), schwedischer ArztSalomon Eberhard Henschen (1847–1930)

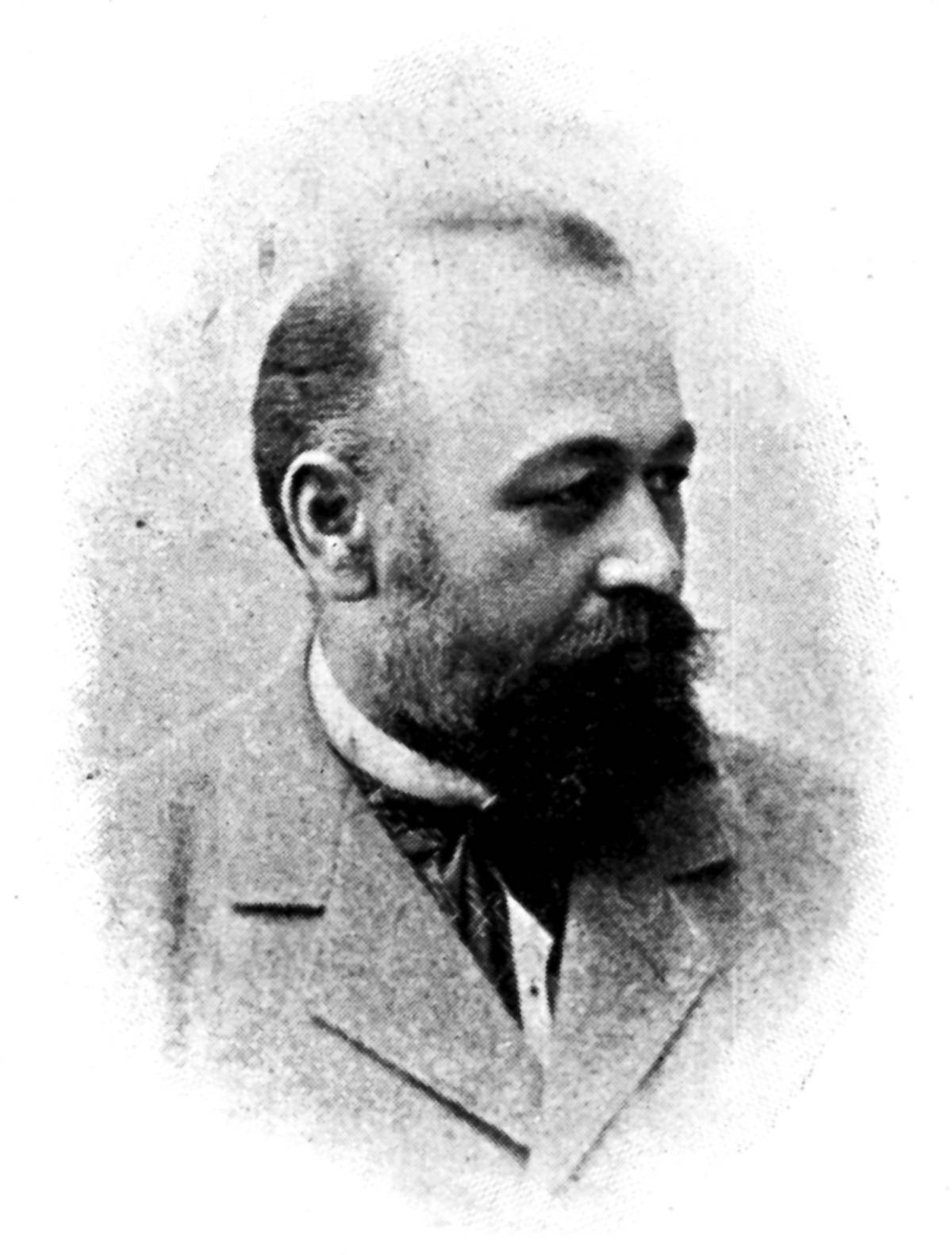
Salomon Eberhard Henschen (1847–1930)

- Henschenius, Godefridus (1600–1682), Jesuit und Historiker
- Henschke, Axel (* 1952), deutscher FDJ- und SED-Funktionär, Politiker (SED, PDS, Die Linke), Landtagsabgeordneter in Brandenburg, Mitarbeiter der Staatssicherheit
- Henschke, Ekkehard (* 1940), deutscher Bibliothekar und Historiker
- Henschke, Erich (1907–1988), deutscher Widerstandskämpfer, Chefredakteur der Berliner Zeitung
- Henschke, Hans (1908–1987), deutscher Jurist und Oberregierungsrat, Gestapo-Beamter und SS-Führer
- Henschke, Johann Gottlob (1771–1850), deutscher Landschaftszeichner und Kupferstecher
- Henschke, Margarete (1859–1942), deutsche Pädagogin, Frauenrechtlerin und Autorin
- Henschke, Reinmar (* 1959), deutscher Jazz-Pianist und Komponist
- Henschke, Ulrike (1830–1897), deutsche Schriftstellerin, Frauenrechtlerin und Fachschulgründerin
- Henschler, Dietrich (1924–2014), deutscher Toxikologe

### Hense
- Hense, Andreas (* 1956), deutscher Meteorologe
- Hense, Ansgar (* 1965), deutscher Staatskirchenrechtler
- Hense, Josef (1838–1913), deutscher Altphilologe und Schulleiter
- Hense, Karl (1871–1946), deutscher Gewerkschafter, Politiker und Senator im Hamburger Senat
- Hense, Karl-Heinz (1946–2021), deutscher Schriftsteller und Journalist
- Hense, Olaf (* 1967), deutscher Leichtathlet und Olympiateilnehmer
- Hense, Otto (1845–1931), deutscher klassischer Philologe
- Hense, Robert (1885–1966), deutscher Fußballspieler
- Hense-Brosig, Karla (* 1957), deutsche Politikerin (AFB), MdBB
- Henseke, Hans (1925–2021), deutscher Historiker
- Hensel, Abigail (* 1990), US-amerikanischer siamesischer Zwilling
- Hensel, Adolf Ernst (1811–1862), deutscher Jurist und Politiker
- Hensel, Albert (1895–1933), deutscher Rechtswissenschaftler und Hochschullehrer
- Hensel, Albert (1895–1942), deutscher Widerstandskämpfer
- Hensel, Alex, Schweizer Skeletonsportler
- Hensel, Andreas (* 1961), deutscher Veterinärmediziner, Mikrobiologe und Hygieniker
- Hensel, Benedikt (* 1979), deutscher evangelischer Theologe
- Hensel, Brittany (* 1990), US-amerikanischer siamesischer Zwilling
- Hensel, Carl, deutscher Schuldirektor und Chefredakteur in Posen
- Hensel, Carsten (* 1958), deutscher Sportmanager
- Hensel, Catharina, Opfer der Hexenverfolgung in Föckelberg
- Hensel, Conrad (1435–1505), Theologe und Kanoniker
- Hensel, Daniel (* 1978), deutscher Komponist, Videokünstler, Musikwissenschaftler und Musiktheoretiker
- Hensel, Daniela (* 1970), deutsche Grafik-Designerin
- Hensel, Fanny (1805–1847), deutsche KomponistinFanny Hensel (1805–1847)

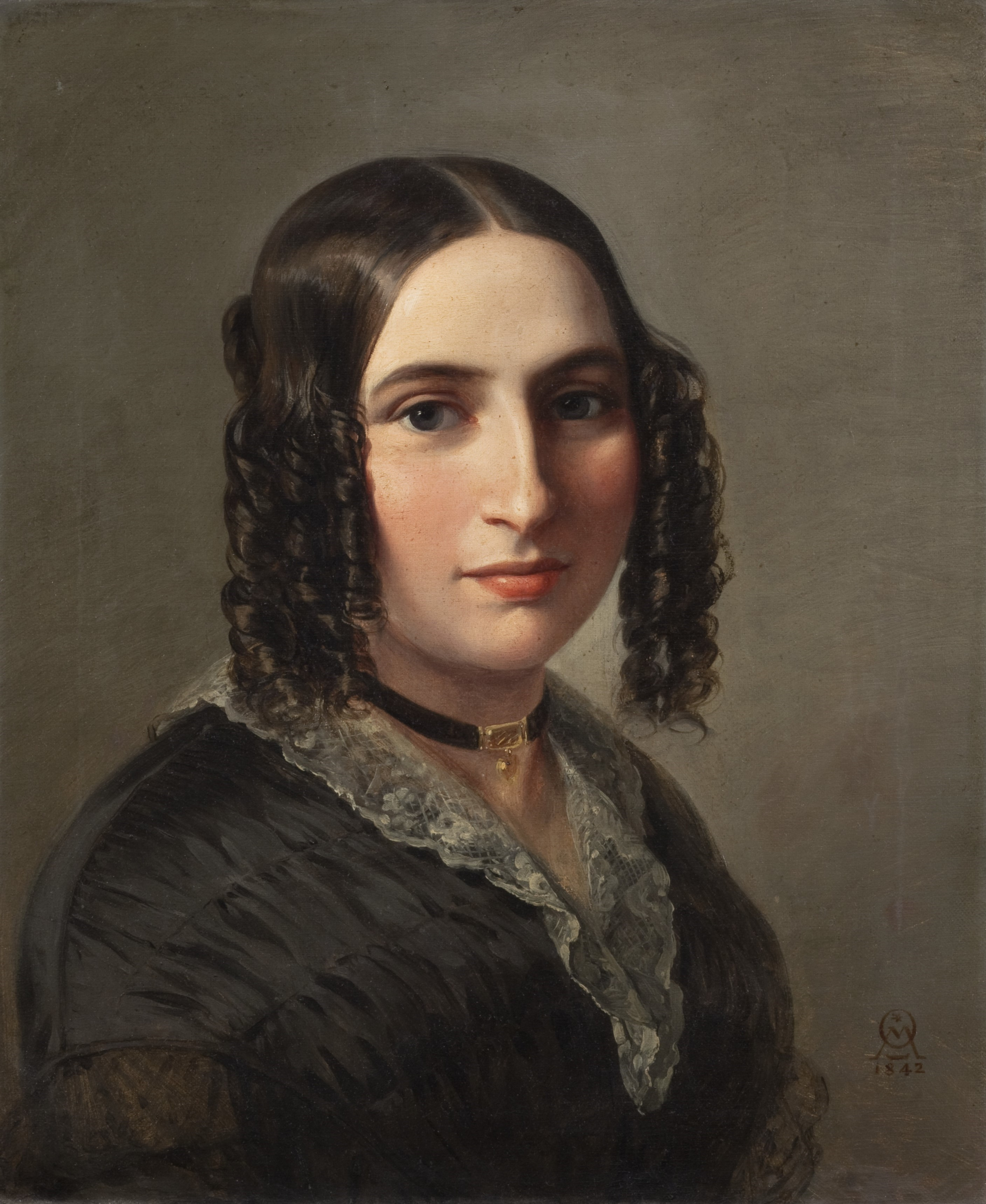
Fanny Hensel (1805–1847)

- Hensel, Frank (* 1958), deutscher Manager und Fußballfunktionär
- Hensel, Friedrich (1781–1809), österreichischer Offizier
- Hensel, Friedrich (* 1933), deutscher Chemiker, Professor für Physikalische Chemie an der Philipps-Universität Marburg
- Hensel, Friedrich Theophil (1798–1869), deutscher Jurist und Politiker, MdFN, MdL (Königreich Sachsen)
- Hensel, Fritz (1893–1950), deutscher Manager
- Hensel, Georg (1923–1996), deutscher Theaterkritiker
- Hensel, Gerald (* 1975), deutscher Digital-Marketing-Experte, Publizist, Blogger sowie Co-Gründer mehrerer Nichtregierungsorganisationen
- Hensel, Gerd (1942–2022), deutscher Fußballspieler
- Hensel, Gerda (1920–2009), deutsche Tänzerin, Sängerin und Schauspielerin
- Hensel, Gerhard Fritz (1910–1986), deutscher Maler
- Hensel, Gustav (1884–1933), deutscher Fußballspieler
- Hensel, Heinrich (1874–1935), deutscher Opernsänger
- Hensel, Herbert (1920–1983), deutscher Physiologe und Hochschullehrer
- Hensel, Hermann (1898–1974), deutscher Maler
- Hensel, Horst (* 1947), deutscher Schriftsteller
- Hensel, Jana (* 1976), deutsche Autorin und JournalistinJana Hensel (* 1976)

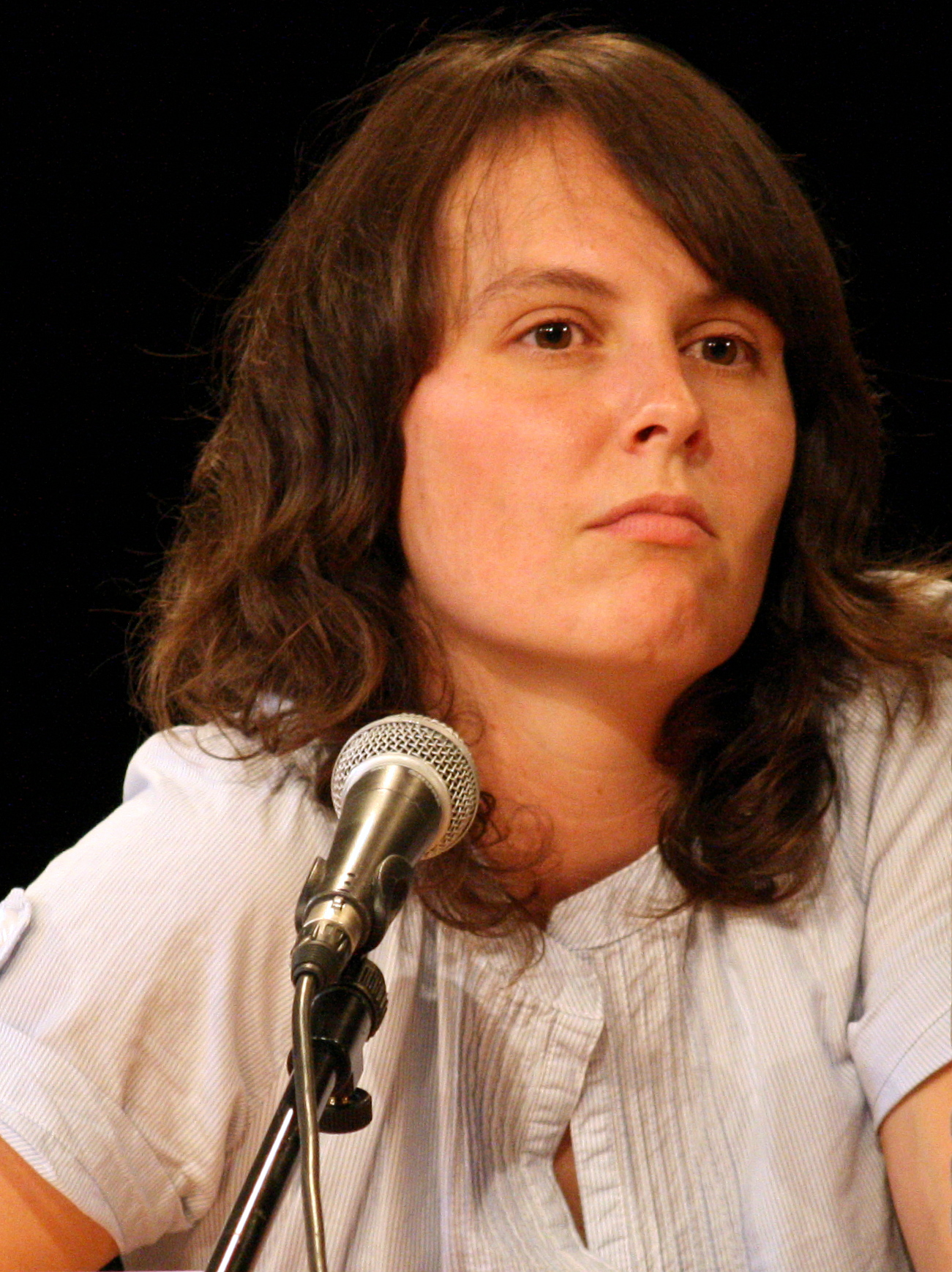
Jana Hensel (* 1976)

- Hensel, Johann Daniel (1757–1839), deutscher Pädagoge, Schriftsteller und Komponist
- Hensel, Julius (1833–1903), deutscher Mediziner, Chemiker und Apotheker
- Hensel, Kaden (* 1986), australischer Tennisspieler
- Hensel, Kai (* 1965), deutscher Schriftsteller
- Hensel, Karitas (1946–1999), deutsche Lehrerin und Politikerin (Die Grünen), MdB
- Hensel, Karl Paul (1907–1975), deutscher Nationalökonom
- Hensel, Katrin (* 1962), deutsche Metallurgin, MdV (FDJ)
- Hensel, Kerstin (* 1961), deutsche Schriftstellerin
- Hensel, Klaus (* 1954), deutscher Schriftsteller
- Hensel, Kurt (1861–1941), deutscher Mathematiker
- Hensel, Lothar (1942–2013), deutscher Fußballspieler
- Hensel, Lothar (* 1961), deutscher Bandoneonspieler, Komponist, Lehrer und Arrangeur
- Hensel, Luise (1798–1876), deutsche DichterinLuise Hensel (1798–1876)

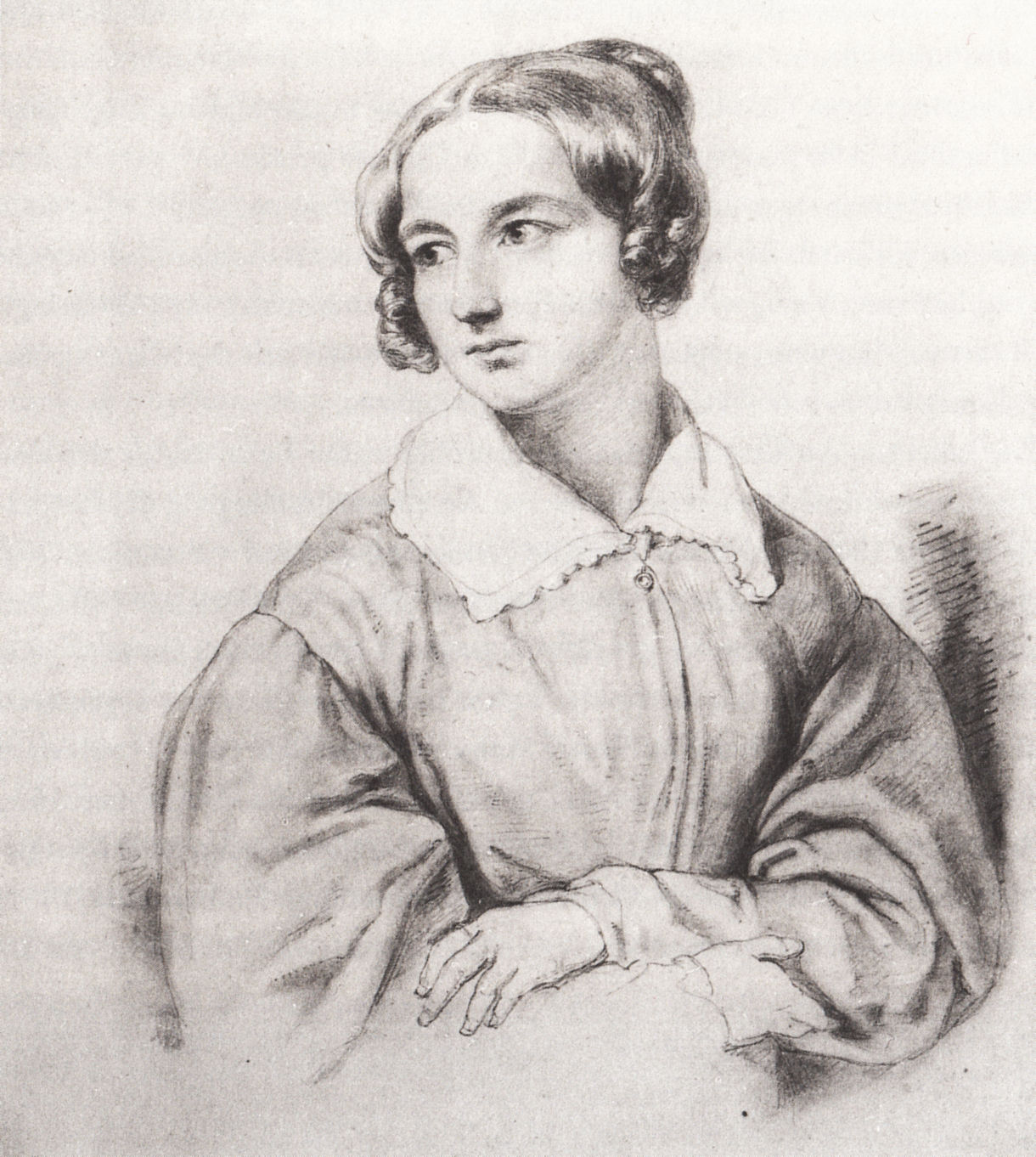
Luise Hensel (1798–1876)

- Hensel, Marc (* 1986), deutscher Fußballspieler
- Hensel, Marie Luise (1894–1942), deutsche Widerstandskämpferin
- Hensel, Nikolaus (* 1943), deutscher Anwalt und ehemaliger Notar
- Hensel, Oskar, deutscher Fußballspieler
- Hensel, Paul (1860–1930), deutscher Philosoph, Sozialwissenschaftler und Volkswirt
- Hensel, Paul (1867–1944), deutscher Theologe, Politiker (DNVP), MdR
- Hensel, Reinhold (1826–1881), deutscher Zoologe und Paläontologe
- Hensel, Robert (1891–1954), deutscher SED-Funktionär, MdVR
- Hensel, Sebastian (1830–1898), deutscher Gutsbesitzer, Unternehmer und Autor
- Hensel, Sebastian (* 1986), deutscher Mathematiker
- Hensel, Silke (* 1964), deutsche Historikerin
- Hensel, Stefan (* 1980), deutscher Manager im BildungswesenStefan Hensel (* 1980)

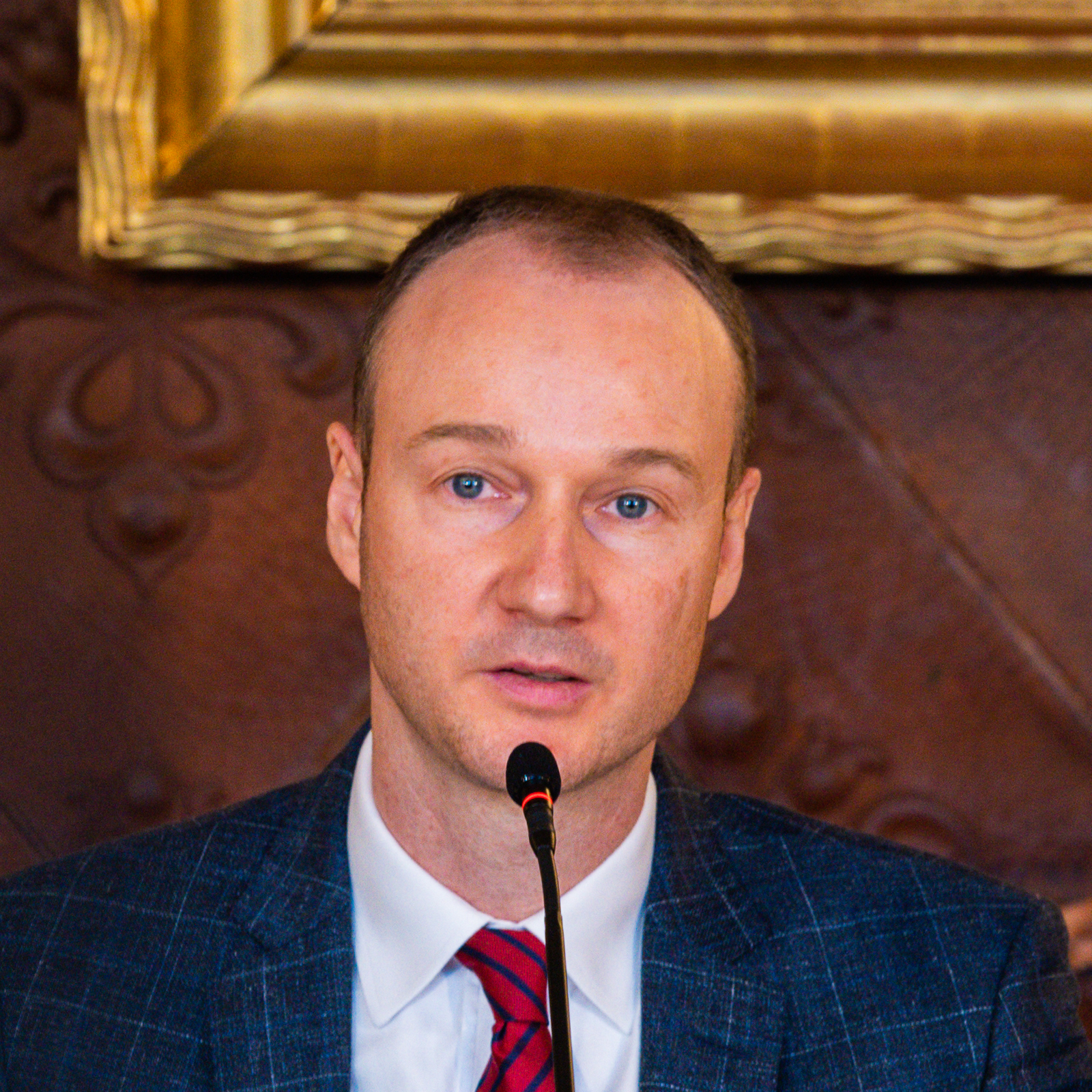
Stefan Hensel (* 1980)

- Hensel, Stephan (* 1965), deutscher Moderator und Fotograf
- Hensel, Sven (* 1995), deutscher Slampoet
- Hensel, Ulrich (* 1946), deutscher bildender Künstler
- Hensel, Walther (1887–1956), deutscher Volksliedforscher und Volksliedsammler
- Hensel, Walther (1899–1986), deutscher Jurist; Oberstadtdirektor von Düsseldorf; Vizepräsident des Deutschen Städtetages
- Hensel, Wilhelm (1794–1861), deutscher Maler und Porträtist
- Hensel-Krüger, Ursula (1925–1992), deutsche Bildhauerin
- Henselder-Barzel, Helga (1940–1995), deutsche Politologin
- Henseleit, Esther (* 1999), deutsche Golferin
- Henseleit, Hans Hermann (1911–1997), deutscher Journalist und Kunstsammler
- Henseleit, Kurt (1907–1973), deutscher Biochemiker und Mediziner
- Henselek, Maya (* 1986), deutsche Film- und Theaterschauspielerin
- Henseler, Carolin (* 1987), deutsche Moderatorin, Fernsehjournalistin, Schauspielerin, Produzentin und Sängerin
- Henseler, Ernst (1852–1940), deutscher Maler und Zeichner
- Henseler, Franz Seraph (1883–1918), deutscher Maler
- Henseler, Heinz (1885–1968), deutscher Agrarwissenschaftler und Tierzüchter
- Henseler, Heinz (1933–2011), deutscher Psychoanalytiker
- Henseler, Maren (* 1983), deutsche Juristin und ehemalige Fußballspielerin
- Henseler, Marion (1894–1985), deutsche Malerin
- Henseler, Matthias (1887–1964), deutscher Politiker (Zentrum, CDU), MdL
- Henseler, Nathalie (* 1975), Schweizer Unternehmerin und Politikerin (parteilos)
- Henseler, Rudolf (* 1949), deutscher Ordenspriester und römisch-katholischer Theologe
- Henseler, Wolfgang (* 1952), deutscher Kommunalpolitiker (SPD), Bürgermeister der Stadt Bornheim
- Henselewski, Joe (* 1966), deutscher Schauspieler und freier Autor
- Henseling, Karl Otto (1945–2011), deutscher Chemiker und Sachbuchautor
- Henseling, Robert (1883–1964), deutscher Astronom und Schriftsteller
- Henselmann, Caspar (1933–2015), deutschamerikanischer Bildhauer und Illustrator
- Henselmann, Fidelius (1857–1931), deutscher Maler
- Henselmann, Gustav (1888–1964), deutscher Maler
- Henselmann, Hermann (1905–1995), deutscher Architekt, MdV, MdLHermann Henselmann (1905–1995)

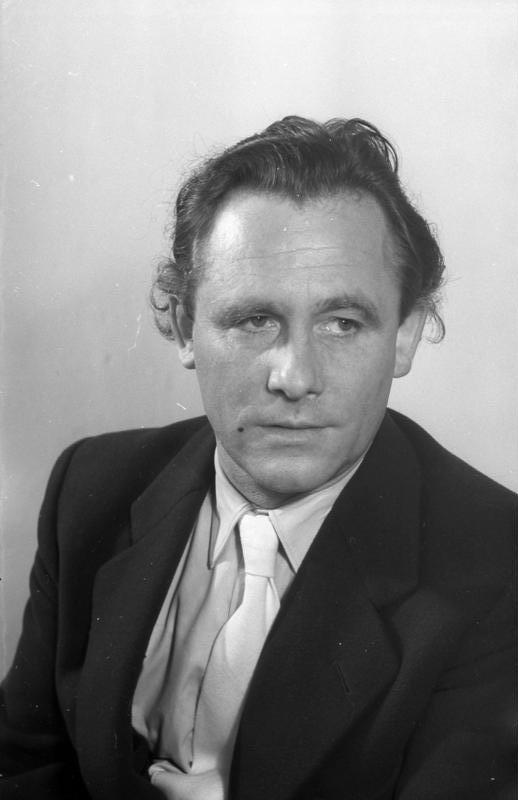
Hermann Henselmann (1905–1995)

- Henselmann, Josef (1898–1987), deutscher Bildhauer, Plastiker und Objektkünstler
- Henselmann, Josef Alexander (* 1963), deutscher Bildhauer und Maler
- Henselmann, Xaver (1881–1918), deutscher Architekt
- Henselt, Adolf (1814–1889), deutscher Komponist und Klaviervirtuose
- Henselwood, Jill (* 1962), kanadische Springreiterin
- Hensema, Marcel (* 1970), niederländischer Schauspieler
- Hensen, Alfred (1869–1931), deutscher Architekt und kommunaler Baubeamter
- Hensen, Hans (1786–1846), Vorsteher der königlichen Taubstummenanstalt Schleswig, Etatsrat und Professor
- Hensen, Johann Bernhard (1828–1870), deutscher Architekt und Dombaumeister
- Hensen, Jürgen (* 1945), deutscher Jurist, Präsident des Bundesverwaltungsamtes und des Bundesausgleichsamtes
- Hensen, Karl (1935–2025), deutscher Chemiker und Hochschullehrer (Theoretische Chemie, Anorganische Chemie)
- Hensen, Peter (1888–1958), deutscher Politiker, (Zentrum, CDU), MdL
- Hensen, Rainer (* 1961), deutscher Koch
- Hensen, Victor (1835–1924), deutscher Physiologe und Meeresbiologe, Rektor der Christian-Albrechts-Universität
- Hensen, Walter (1901–1973), deutscher Bauingenieur, Rektor der Technischen Hochschule Hannover

### Hensg
- Hensgen, Andrea (* 1959), deutsche Autorin

### Hensh
- Henshall, Audrey (1927–2021), britische Prähistorikerin
- Henshall, Douglas (* 1965), britischer SchauspielerDouglas Henshall (* 1965)

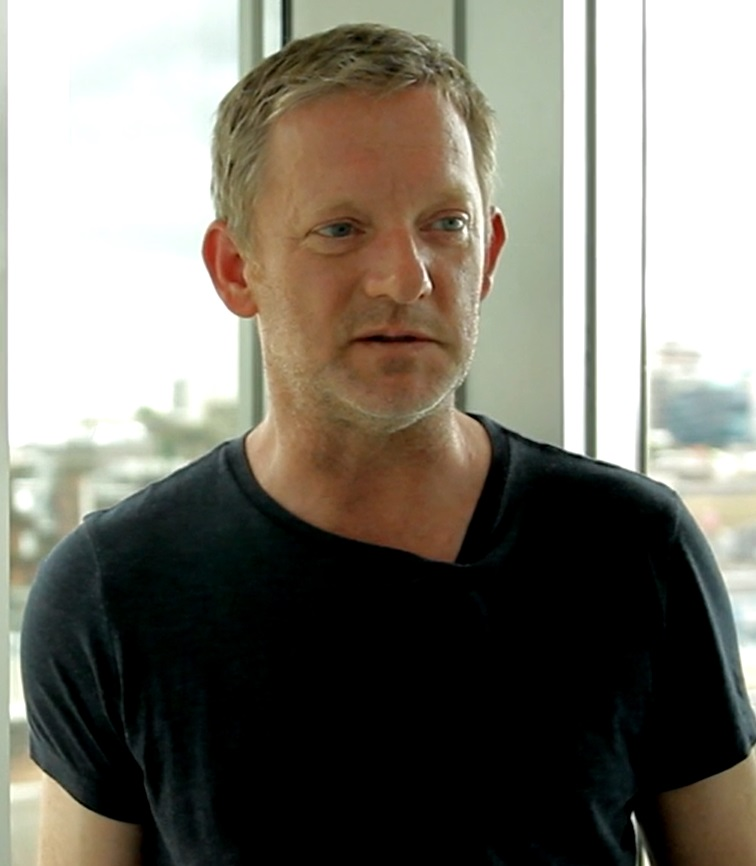
Douglas Henshall (* 1965)

- Henshall, Nicholas (1944–2015), britischer Historiker
- Henshaw, David (1791–1852), US-amerikanischer Politiker (Demokratische Partei)
- Henshaw, Henry W. (1850–1930), US-amerikanischer Naturforscher und Ethnologe
- Henshaw, John (* 1951), britischer Filmschauspieler
- Henshaw, Julia Willmothe (1869–1937), kanadische Autorin und Botanikerin
- Henshaw, Robbie (* 1993), irischer Rugbyspieler
- Henshaw, Russell (* 1990), australischer Freestyle-Skisportler
- Henshaw, Samm (* 1994), britischer Musiker
- Henshaw, Thomas (1618–1700), englischer Jurist, Diplomat und Alchemist
- Hensher, Philip (* 1965), britischer Schriftsteller und Publizist
- Henshilwood, Christopher, südafrikanischer Archäologe

### Hensi
- Hensick, T. J. (* 1985), US-amerikanischer Eishockeyspieler
- Hensiek, Karl-Hermann (1914–1981), deutscher SS-Offizier und Unternehmer
- Hensien, Katie (* 1999), US-amerikanische Skirennläuferin
- Hensing, Friedrich Wilhelm (1719–1745), deutscher Arzt, Anatom und Ordinarius für Medizin in Gießen
- Hensing, Johann Thomas (1683–1726), deutscher Arzt und Hochschullehrer an der Universität Gießen
- Hensinger, Winfried K., deutscher Physiker

### Hensk
- Henske, Judy (1936–2022), US-amerikanische Sängerin und Songschreiberin
- Hensky, Herbert (1910–2005), deutscher Pressefotograf, insbesondere in der DDR

### Hensl
- Hensle, Hannelore (* 1943), deutsche Sozialarbeiterin
- Henslee, Gene, US-amerikanischer Country-Musiker
- Hensleigh, Jonathan (* 1959), US-amerikanischer Drehbuchautor
- Hensler, Adolf Christian (1779–1842), deutscher Pastor
- Hensler, Anna (1878–1952), österreichische Schriftstellerin und Heimatkundlerin
- Hensler, Arnold (1891–1935), deutscher Bildhauer
- Hensler, Christian Gotthilf (1760–1812), deutscher evangelisch-lutherischer Theologe und Hochschullehrer
- Hensler, Elise Friederike (1836–1929), Opernsängerin (Sopran) und Gemahlin König Ferdinands II. von Portugal
- Hensler, Friedrich (* 1949), österreichischer Politiker (ÖVP), Landtagsabgeordneter, Mitglied des Bundesrates
- Hensler, Hieronymus Friedrich Philipp (1766–1793), deutscher Arzt und Privatdozent der Medizin
- Hensler, Karl Friedrich (1759–1825), österreichischer Theaterdirektor und Theater-Schriftsteller
- Hensler, Paul (1929–2014), deutscher Ingenieur und Motorenkonstrukteur
- Hensler, Peter Wilhelm (1742–1779), deutscher Jurist und Schriftsteller
- Hensler, Philipp Gabriel (1733–1805), deutscher Arzt, Physicus und Medizinprofessor
- Hensley, Joe L. (1926–2007), amerikanischer Science-Fiction-Autor und Jurist
- Hensley, John (* 1977), US-amerikanischer Schauspieler
- Hensley, Ken (1945–2020), britischer Keyboarder, Gitarrist und SängerKen Hensley (1945–2020)

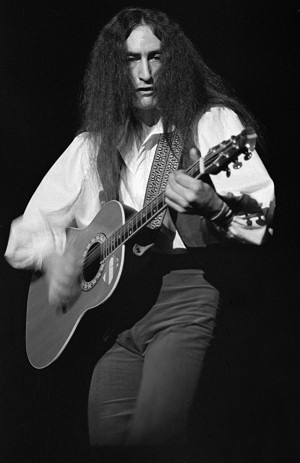
Ken Hensley (1945–2020)

- Hensley, Nicole (* 1994), US-amerikanische Eishockeytorhüterin und -trainerin
- Hensley, Pamela (* 1950), US-amerikanische Schauspielerin
- Hensley, Thomas, US-amerikanischer Offizier, Generalleutnant der US Air Force
- Hensley, Walter Lewis (1871–1946), US-amerikanischer Politiker
- Henslow, John Stevens (1796–1861), englischer Geistlicher, Botaniker und Geologe
- Henslowe, Philip († 1616), englischer Theaterdirektor

### Hensm
- Hensmann, Hermann (* 1886), deutscher Jurist, Amtsrichter und 1945 Landrat des Landkreises Sankt Goar

### Henso
- Hensoldt, Moritz (1821–1903), deutscher Unternehmer und Pionier der Optik
- Hensoldt, Oskar (1824–1900), Vermessungsingenieur
- Henson, Bill (* 1955), australischer Fotograf
- Henson, Elden (* 1977), US-amerikanischer Schauspieler
- Henson, Gavin (* 1982), walisischer Rugby-Union-Spieler
- Henson, George (1911–1988), englischer Fußballspieler
- Henson, Jane (1934–2013), US-amerikanische Puppenspielerin

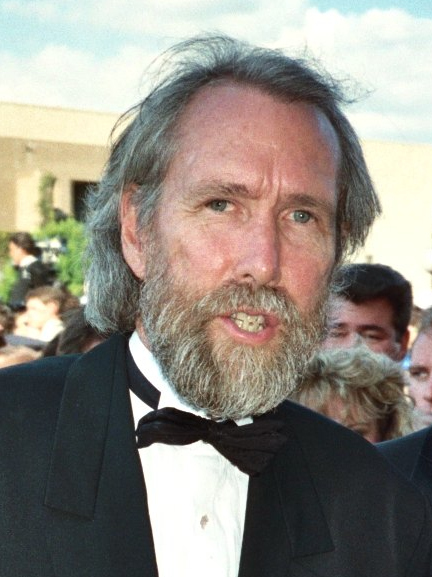
Jim Henson (1936–1990)

- Henson, Jim (1936–1990), US-amerikanischer Puppenspieler, Regisseur und FernsehproduzentJim Henson (1936–1990)
- Henson, John (* 1990), US-amerikanischer Basketballspieler
- Henson, Josiah (1789–1883), US-amerikanischer Sklave, methodistischer Pastor und kanadischer Führer befreiter Sklaven
- Henson, Josiah (1922–2012), US-amerikanischer Ringer
- Henson, Keaton (* 1988), britischer Musiker, Singer-Songwriter, Künstler und Poet
- Henson, Laura (1872–1961), US-amerikanische Tennisspielerin
- Henson, Matthew (1866–1955), US-amerikanischer Polarforscher
- Henson, Mike (* 1959), britisch-deutscher Snookerspieler und Billardtrainer
- Henson, Samuel (* 1971), US-amerikanischer Ringer
- Henson, Taraji P. (* 1970), US-amerikanische SchauspielerinTaraji P. Henson (* 1970)

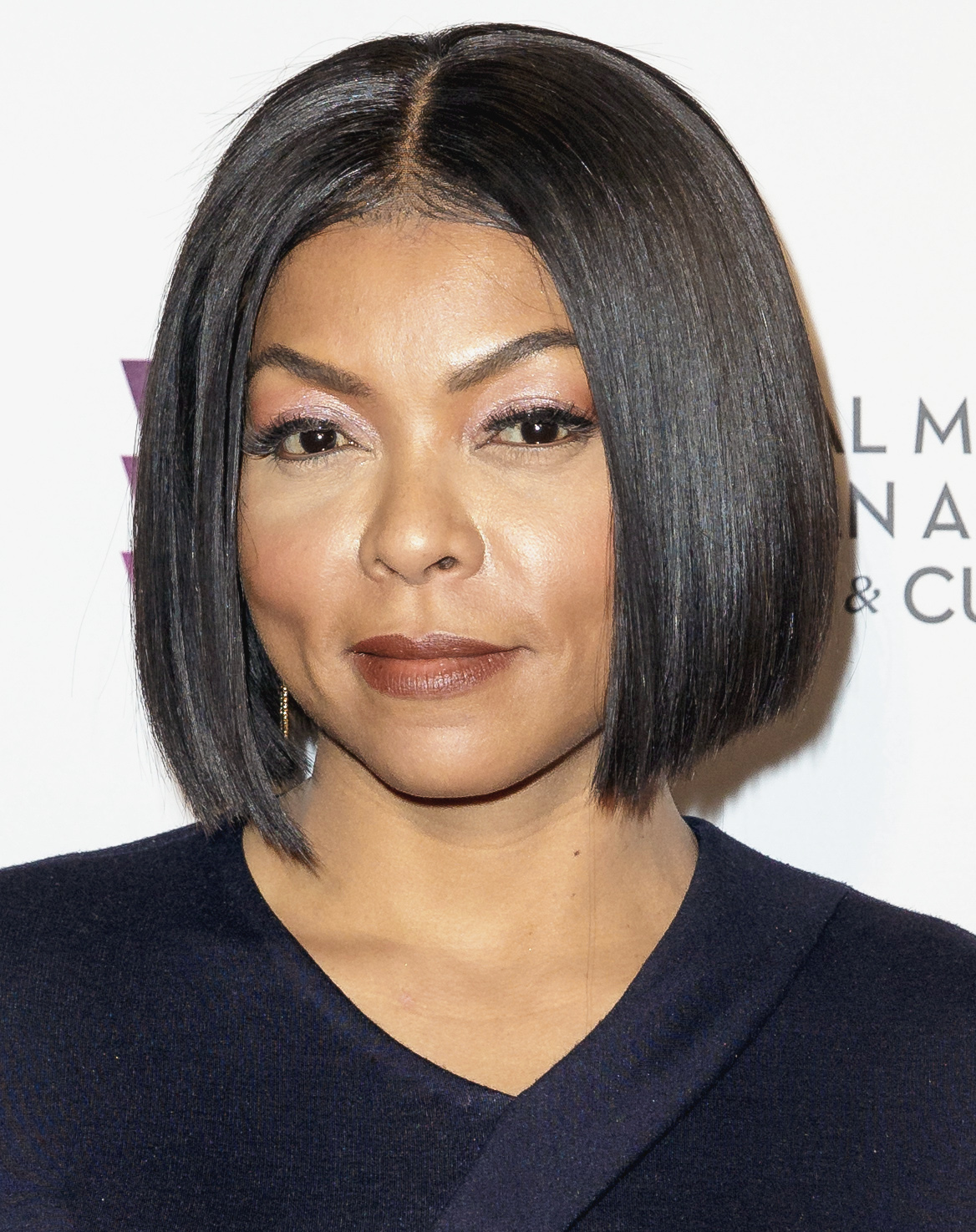
Taraji P. Henson (* 1970)

- Henson, William Samuel (1812–1888), englischer Konstrukteur und Pionier des Motorfluges
- Henson-Conant, Deborah (* 1953), US-amerikanische Harfenistin und Komponistin

### Henss
- Henss, Adam (1780–1856), Weimarer Buchbinder und Landtagsabgeordneter in Sachsen-Weimar-Eisenach
- Henß, Andreas (1858–1932), deutscher Architekt und Mitglied des Provinziallandtages der Provinz Hessen-Nassau
- Henß, August, deutscher Fußballspieler
- Henß, Carl Matthäus (1815–1887), deutscher Bürgermeister, Mitglied des Kurhessischen Kommunallandtages
- Henss, Paul (1922–2008), deutscher KZ-Aufseher, Mitglied der Waffen-SS und der Leibstandarte SS Adolf Hitler
- Henß, Rita (* 1956), deutsche Journalistin, Reisebuchautorin und Gastronomiekritikerin
- Henß, Roland (1952–2015), deutscher Grafikdesigner, Typograf, Autor, Vertreter der Copy Art und Hochschullehrer
- Henß, Walter (1927–2006), deutscher Bibliothekar und Kirchenhistoriker
- Henß, Wilhelm (1774–1833), deutscher Landrat
- Henssel, Karl Heinz (1917–2014), deutscher Verleger
- Henssen, Aino (1925–2011), deutsche Flechtenkundlerin
- Henßen, Gottfried (1889–1966), deutscher Erzählforscher
- Henßler, Fritz (1886–1953), deutscher Politiker (SPD), MdR, MdL, MdB, MdEP
- Henssler, Markus (* 1971), deutscher Autor, Journalist, Regisseur und Reporter
- Henssler, Martin (* 1953), deutscher Rechtswissenschaftler
- Henssler, Steffen (* 1972), deutscher Koch, Kochbuchautor und FernsehkochSteffen Henssler (* 1972)

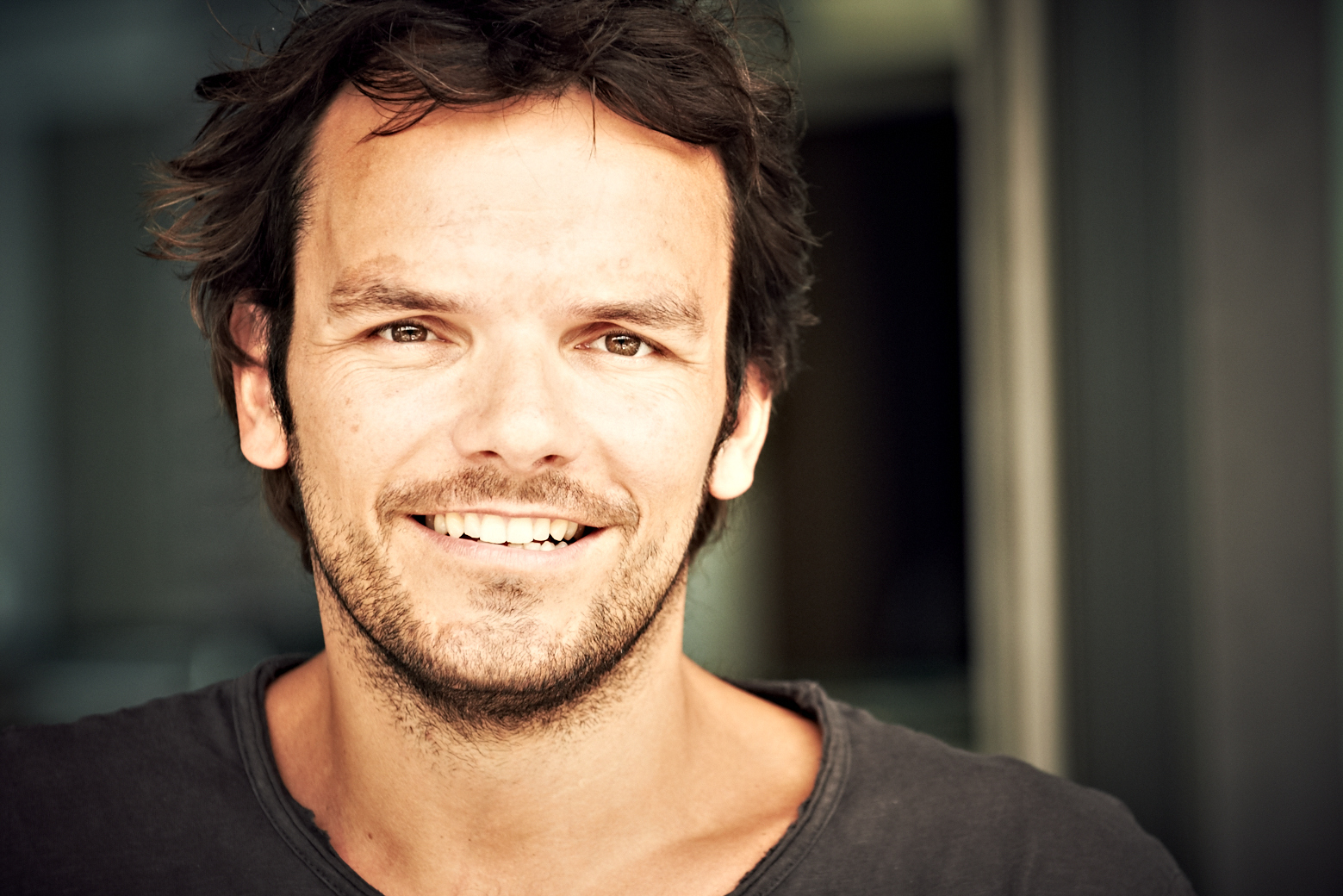
Steffen Henssler (* 1972)

### Henst
- Henstorf, Heinrich (1859–1953), deutscher Lehrer, Heimatforscher und Stiftungsgründer
- Henstra, Sarah (* 1972), kanadische Literaturwissenschaftlerin und Romanautorin
- Henstridge, Elizabeth (* 1987), britische Schauspielerin
- Henstridge, Natasha (* 1974), kanadische Schauspielerin

### Hensz
- Henszlein, Klein († 1573), Pirat
- Henszlmann, Imre (1813–1888), ungarischer Archäologe und Kunsthistoriker